# Melody Millicent Danquah
Melody Millicent Danquah (6 janvier 1937 - 18 mars 2016) est la première pilote d'avion ghanéenne,.

## Biographie
Melody Danquah est née le 6 janvier 1937 dans le district d'Akuapim nord. Elle y suivit une scolarité primaire et secondaire méthodiste avant d'étudier au lycée de jeunes filles Wesley de Cape Coast.
En 1963, elle fit partie des trois premières femmes à être formées comme pilotes par l'Armée de l'air du Ghana. Elle réussit l'examen ainsi que la formation militaire de base à l'Académie militaire du Ghana et obtint ainsi le grade de Flight Cadet. Melody Danquah effectua son premier vol en solo le 22 juin 1964 à bord d'un de Havilland Canada DHC-1 Chipmunk et devint ainsi la première Ghanéenne à piloter un avion.